# Dickson Makwaza
Dickson Mazkawa, né le 11 février 1946 à Mazabuka et mort le 29 juin 2019, est un footballeur et entraîneur zambien. Il est considéré comme un des meilleurs joueurs de l'histoire du football zambien, ayant été capitaine de l'équipe nationale de Zambie.

## Biographie

### Enfance
Mazkawa naît de l'union de Sweet Makwaza et Mangalita Chiinga, dans la ville de Mazabuka. Il va à l'école à la Jeans School avant de partir dans une école catholique de Livingston. Son père décède en 1959. Il décide ensuite d'aller à l'école supérieur de Namwianga où il peaufine son football comme ailier droit.

### Carrière

#### Joueur
En 1961, soit deux ans après le décès de son père, Dickson et sa mère rendent visite à de la famille à Mufulira. Il s'y installe peu de temps après. Il est alors découvert par George Sikazwe qui le fait signer au Mufulira Mine Team, qui deviendra plus tard Mufulira Wanderers Football Club. En 1964, Mazkawa passe comme défenseur dans l'équipe à cause de nombreuses absences des défenseurs, travaillant à la mine. Jouant pour la première fois à ce poste, contre les Nchanga Rovers, Dickson fait un très bon match et s'installe comme titulaire indiscutable au poste de défenseur. 
Il fait ses débuts internationaux en 1965, contre l'équipe du Kenya lors du Rothmans Soccer trophy qu'il remporte avec son pays. En juin 1967, il est nommé capitaine de l'équipe zambienne, en remplacement de Howard Mwikuta
Les qualités de meneur du joueur lui permettent d'obtenir le brassard de capitaine en 1969. La même année, il termine troisième des votes pour le titre de meilleur joueur zambien de l'année, derrière Boniface Simutowe et son coéquipier Robertson Zulu. Toujours en 1969, il devient capitaine permanent de l'équipe nationale après la défaite contre le Cameroun, synonyme de non-qualification pour la Coupe d'Afrique des nations 1970. 
À partir de ce moment, Mazkawa devient un des footballeurs les plus décorés de son pays, notamment en remportant cinq championnat de Zambie ainsi que le titre de footballeur zambien de l'année 1973 et co-lauréat du titre de sportif zambien de l'année. En 1974, il emmène son équipe en finale de la CAN 1974 contre le Zaïre après prolongation. Le 25 mai 1975, il décoré de l'insigne d'honneur par le président du pays Kenneth Kaunda pour ses performances lors de la coupe d'Afrique de nations. Le mois suivant, il dispute son dernier match avec l'équipe de Zambie, face au Mozambique qui célébrait son indépendance. La Zambie perd ce match amical 2-1.
Il décide de mettre un terme à sa carrière en 1975 avant de revenir la saison suivante chez les Wanderers. Lorsqu'il met un terme à sa carrière pour de bon, il affiche la statistique impressionnante d'aucun carton jaune ou rouge écopé durant sa carrière, aussi bien nationale qu'internationale.
En mars 1977, il remplace George Sikazwe comme entraîneur de l'équipe des Mufulira Wanderers.

#### Entraîneur
Après avoir occupé un poste moindre d'entraîneur dans son club des Mufulira Wanderers, il y devient entraîneur de l'équipe professionnel en mars 1977. Cette année, Wanderers devient le premier club zambien a accédé au stade des demi-finales de la Coupe des clubs champions africains. Il s'incline face au Hearts of Oak et sont privés de finale. 
Le club fait des bons résultats dans cette compétition mais une polémique éclate en 1979. Lors du premier tour de la Coupe des clubs champions africains 1979, Mufulira Wanderers s'impose 4-0 au match aller face au club tanzanien du Simba SC mais quitte la compétition après avoir perdu le match retour 5-0. La presse se déchaîne alors sur Makwaza, lui reprochant certains choix tactiques. En 1980, il est un des entraîneurs assistant de l'équipe zambienne qui participe aux Jeux olympiques d'été de 1980 ainsi que de ceux de 1988.
En mars 1982, plusieurs cadres administratifs du club tiennent une réunion, parlant du fait que le club ne faisait aucun progrès depuis trois saisons et qu'il n'avait remporté aucun trophée majeur. Lorsque Dickson Makwaza entendit parler de cette réunion ainsi que des propos de certains membres, il décide de remettre sa démission que le club accepte.
En 1983, il s'engage avec le Roan United avec qui il remporte dès son arrivée la BP Challenge Cup, en battant en finale le favori, le Rhokana United 2-0. Il reste dans ce club jusqu'en 1993, date de son déménagement en Afrique du Sud, où il entraîne le club des Bloemfontein Celtic pour un court moment. Il se dirige ensuite vers le Botswana, prenant en main le Botswana Meat Commission où il fait une seconde place au championnat et la victoire de la Coupe Coca-Cola.
Il termine sa carrière d'entraîneur principal par des saisons en Australie avant de revenir en Zambie. Son dernier club entraîné est le Roan United. 

## Palmarès
- Championnat de Zambie de football : 
  - Comme joueur : 1963, 1965, 1966, 1967 et 1969
  - Comme entraîneur : 1976 et 1978
- Coupe de Zambie de football :
  - Comme joueur : 1965, 1966, 1968, 1971, 1973 et 1974
- Joueur zambien de l'année 1973
- Co-sportif zambien de l'année 1973
- Insigne d'honneur 1975